# Christian Carl Otto Rosenørn-Lehn
Christian Carl Otto Rosenørn-Lehn, ofte kaldt Otto Rosenørn-Lehn (født 4. november 1909 på Orebygård, død 12. februar 1987) var en dansk lensbaron og godsejer. Han besad herregårdene Orebygård og Berritsgård fra 1935 til 1970. Han er kendt for sine nazistiske sympatier i 1930'erne og under Besættelsen, specielt i forbindelse med organisationen "Lensgrevernes Faggruppe".
Han var kammerherre og hofjægermester.

## Familie
Otto Rosenørn-Lehn var søn af Frederik Marcus Rosenørn-Lehn, sønnesøn af Christian Rosenørn-Lehn og grandnevø til sin navnebror Otto (Ditlev) Rosenørn-Lehn, der var Danmarks udenrigsminister i 22 år.
På sin 30-års-fødselsdag i 1939 blev Otto gift med balletdanserinden Ulla Poulsen Skou. Ægteskabet blev opløst i 1943. Han var gift anden gang 1946-1970 med Hanne Benzon Basse og tredje gang fra 1970 med Else Grete Susanne Tholstrup.

## Lensgrevernes Faggruppe
I december 1940 stiftede Rosenørn-Lehn "Lensgrevernes Faggruppe" sammen med sine lollandske kollegaer og nazistiske medsympatisører Frederik Marcus Knuth fra Knuthenborg og  Johan Raben-Levetzau fra Aalholm. De tre lensgrever udsendte en opfordring til adelen i Danmark om at knytte sig til det danske nazistparti og den sympatiserende organisation Landbrugernes Sammenslutning "for at skabe en lykkeligere fremtid for Danmark". Dagbladet Politiken skrev i en kommentar til stiftelsen: "Denne nye „Faggruppe" i Tilslutning til Frits Clausens Parti vil ikke vække synderlig Forundring. Man vidste paa Forhaand, at en Del af Majoratsgodsejere og andre Storgodsejere stod bag denne „socialistiske" Bevægelse. Alle de tre Mænd, der staar nævnt som Ledere, er fra det fede Lolland... Baron Otto Rosenørn-Lehn til Oreby er bedst kendt derved, at han er gift med balletdanserinden Ulla Poulsen. Han ejer Oreby-Berritsgaard Gods ved Saxkøbing."